# 尾辻加奈子
尾辻加奈子（1974年12月16日—），日本LGBT權利運動者，政治家、前參議院議員（當選1次）。大阪府出身（但出生於奈良縣）。
前大阪府議會議員（堺市堺區選區。任期2003年4月～2007年4月）。是日本在任期中，唯一透過中央和地方，公開同性戀者身份（出櫃）的公職人員。2007年6月，和身為秘書的工作伙伴木村真紀，於名古屋的公園舉行公開結婚儀式。在不承認同性婚姻的日本法律下，這次「結婚」是沒有法律效力的。

## 學歷
- 兵庫縣立夢野台高級中學畢業。
- 高知大學農學院森林科學科中徒退學。
- 首爾大學語言學留學。
- 同志社大學商學院畢業（2001年）。

## 經歷
就讀大學期間，參加NPO法人・dot-jp的議員見習計畫。以桂睦子茨木市議員為首參與政治活動。
2003年4月於統一地方選舉中，承繼有連任4期16年經驗的原府議會議員山中清子，在（舊）堺市選區（席次10人）擔任候選人，以15,254票的最低票當選（當時最年輕）。當選的同時議會內成立「流利大阪」委員會。2004年4月，「流利大阪」與「無黨派府民俱樂部」合併，成立「主權大阪」。2005年8月，透過講談社所出版的自傳「出櫃：發現自我之旅」，成為首位在日本公開自己女同性戀身份的政治家。2006年2月到4月，擔任在全國4個都市，共計舉辦5次的「全國思考同性伴侶法保障的接力座談會：彩虹開講2006」總召。同年4月，伴隨著大阪府堺市的政令指定都市化，所属選區變更為堺市堺區（席次2人）。同年5月、「主權大阪」解散，改組為府民網路大阪（2006年當時，所屬議員8人，議會第5名）。同年同月和TOKYO Pride、彩虹遊行札幌實行委員會、Gay JapanNews一同主持反恐同運動。同年6月，被美國國務院國際男女同性戀聯合會(International Visitor Leadership Program)選上，在華盛頓、舊金山等各地訪問。同年10月，擔任關西彩虹天堂事務局長。
尾辻在議員活動中和LGBT有關的政績，是在2005年10月開放了大阪府住宅供給公社營運管理的住宅，承認了同性伴侶等，法律上親屬以外單身人士的同居（House Sharing制度）。
另外，在性別認同障礙方面，根據他與公明黨等團體的共同提案，以採納2005年3月「替性別認同障礙人士尋求得以正常生活之社會環境的準備意見書」（全會一致通過・全國首次涉及都道府縣議會層級），和2007年3月「為性別認同障礙者尋求社會環境之準備的意見書」（全會一致通過）這兩份意見書為目標。
2007年6月，大阪府監查委員根據2004・2005年度當時的府會決議，認定支付給委員會的政務調查費中，有一部份支出是調查研究以外的「非目的性支出」，並勸其繳回。尾辻自行歸還被認定為目的外支出的41萬7504日圓（實習派遣事業年會費，停車場按1/2比例分級）。
由於2007年4月的府議員選舉中沒有參選，在同月的29日任期屆滿。同年7月12日公告，同月的29日參選（民主黨公認）第21次參議院議員選舉（比例代表區）。
但是，她以38,230.380票（民主黨內35人中第29名，全名簿記載者159人中第89名）落選。
2012年大選，尾辻在大阪府第5區出馬，仍然落選。
2013年5月8日，參議院議員室井邦彥退出民主黨並請辭議員職位，尾辻在落選五年多後意外地遞補當選，尾辻5月22日正式成為參議院議員，成為日本首位「公開同性戀身份」的國會議員。不過她的任期只有兩個月，2013年7月舉行的參議院選舉她沒有角逐連任提名，任期至7月28日結束。

### 2007年參議院選舉
全國38,230.380票（民主黨内35人中排名第29名，全名簿記載者159人中排名第89名）　
| 排名 | 縣別       | 得票數    | 得票率 | 累進得票率 |
| ---- | ---------- | --------- | ------ | ---------- |
| 1    | 東京       | 7,901.295 | 20.7%  | 20.7%      |
| 2    | 大阪（注） | 7,341.113 | 19.2%  | 39.9%      |
| 3    | 兵庫       | 2,808.580 | 7.3%   | 47.2%      |
| 4    | 鹿兒島     | 2,477.002 | 6.5%   | 53.7%      |
| 5    | 神奈川     | 2,067.920 | 5.4%   | 59.1%      |
| 6    | 愛知       | 1,357.400 | 3.6%   | 62.7%      |
| 7    | 埼玉       | 1,303.468 | 3.4%   | 66.1%      |
| 8    | 千葉       | 1,192.377 | 3.1%   | 69.2%      |
| 47   | 島根       | 81.775    | 0.2%   | 100.0%     |

（注）包括堺市（全體）：1,590.654票，（内、堺區）：318.698票。

## 插曲
- 跆拳道初段（第27屆　雪梨奧運世界選拔　日本代表選拔競技賽　-57kg級第2名）
- 在同一場奧運選拔賽中對上獲得銅牌的岡本依子，以TKO吞下一敗。
- 空手道2段（1992年亞洲Jr.空手道大賽　組手，17歲組　優勝）

## 外部連結
- 官方網站